# Hermann Simon
Hermann Simon (10 febbraio 1947) è un economista, scrittore e professore tedesco, presidente di Simon-Kucher & Partners Strategy & Marketing Consultants..
Un sondaggio condotto nei paesi di lingua tedesca lo colloca al secondo posto tra i pensatori di management dopo Peter Drucker. Inoltre Simon è l'unico tedesco ad essere stato inserito nella Thinkers50 Hall of Fame dei principali pensatori di management del mondo.

## Biografia
Simon è cresciuto in una fattoria nella regione dell'Eifel. Nel 1966 si diplomò al Cusanus-Gymnasium di Wittlich. Dal 1967 al 1969 prestò servizio con il Fighter-Bomber Squadron 33 a Büchel. È un ufficiale di riserva. Dopo aver studiato economia e amministrazione aziendale a Colonia e Bonn dal 1969 al 1973, ha conseguito il dottorato nel 1976. Nel 1979 si è abilitato sotto la guida di Horst Albach a Bonn. 

## Carriera
Consulente internazionale, prima di occuparsi solo di management consulting, Simon è stato professore nelle università di Magonza (1989-95) e Bielefeld (dal 1979). Come visiting professor ha insegnato anche alla Harvard Business School, la Stanford University, la Keio University a Tokyo, l'Institute for Advanced Studies di Vienna, l'INSEAD di Fontainebleau, la London Business School (1991-2002) e il Massachusetts Institute of Technology. Dal 1984 al 1986 è stato anche Presidente della European Marketing Academy e dal 1985 al 1988 Direttore Scientifico del Seminario Universitario di Economia, ora European School of Management and Technology.

### Consulenza
Nel 1985, Simon ha fondato la società di consulenza Simon-Kucher & Partners. È stato presidente del consiglio di amministrazione dal 1995 al 2009, quindi presidente di Simon-Kucher e all'età di 70 anni è diventato "presidente onorario". È stato co-fondatore di "Helikos", la prima società di acquisizione per scopi speciali (SPAC) in una borsa tedesca.

### "Hidden Champions" - Campioni nascosti
Simon è autore di più di 40 libri pubblicati in 30 lingue. I suoi libri sulla gestione dei prezzi sono diventati opere standard in tutto il mondo.
Si è occupato in modo particolarmente intenso di leader del mercato mondiale di medie dimensioni, altrimenti noti solo agli esperti, per i quali ha coniato il termine "campioni nascosti". Nel libro, Hidden Champions, un bestseller,  risultano esserci 2.700 "campioni nascosti". Esplora come la Germania sia stata in grado di essere costantemente (all'epoca) il primo esportatore al mondo. Sebbene la Germania abbia società globali come Volkswagen, Siemens, BASF e Bosch, queste organizzazioni non sono sostanzialmente diverse da imprese come Ford, General Electric, DuPont o Visteon. Simon ipotizza che le forti esportazioni tedesche siano sostenute da un gran numero di imprese di medie dimensioni. Queste aziende più piccole sono normalmente conosciute solo nel loro mercato dai loro clienti e fornitori e sono relativamente sconosciute al grande pubblico. Quando queste aziende hanno molto successo sui mercati internazionali sono "campioni nascosti".
Simon ha condotto una ricerca dettagliata su 500 di queste aziende e ha stabilito un quadro di riferimento per descriverle. E si è scoperto che ci sono "campioni nascosti" in tutto il mondo, ma si trovano più frequentemente nei paesi di lingua tedesca. Nel 2009 ha pubblicato una lunga lista di queste piccole e medie imprese. Pim italiane quasi assenti.
L'idea e l'adattamento di hidden champions è stata implementata in un fondo chiamato Hidden Champions Fund, fondato a Singapore da 8I Holdings Ltd.
Simon ha scritto su riviste accademiche come Management Science e Journal of Marketing Research, oltre che su riviste più orientate alla pratica come Harvard Business Review e MIT Sloan Management Review. Nel 1995, Simon terminò la sua carriera accademica. 

## Opere
- Think! Gestire l'azienda con strategia e visione, (con Danilo Zatta), Il Sole 24 Ore, 2010
- Battere la crisi. 33 azioni a rapido impatto per la vostra azienda, Il Sole 24 Ore, 2009
- Strategia e cultura d'impresa. Come favorire strategie di successo impostando al meglio la cultura aziendale (con Danilo Zatta), Il Sole 24 Ore, 2008
- Campioni nascosti. Come le piccole e medie imprese hanno conquistato il mondo (con Danilo Zatta), Il Sole 24 Ore, 2007
- Capire la strategia d'impresa (con Danilo Zatta), Il Sole 24 Ore, 2006
- Strategie di pricing. Come migliorare la redditività aziendale (con Danilo Zappa), Hoepli, 2006

## Premi e riconoscimenti
- 2009 - Practitioner Award 2009 dell'Erich Gutenberg Working Group "for the Connection of Business Theory and Business Practice".[14]
- 2009 -  Dottorato honoris causa dalla IEDC-Bled School of Management slovena.[15]
- 2010 - Premio Georg Bergler per l'opera "Preismanagement" (2010), la gestione delle vendite scritto insieme a Martin Fassnacht.[16]
- 2011 . Dottorato honoris causa dall'Università di Siegen.[17]
- 2012 - Business-to-Business-Service-Award di Lünendonk GmbH nella categoria Lifetime Achievement.[18]
- 2012 - Premio Imprenditore Scientifico dell'Anno 2012 conferito dall'Associazione dei Professori Universitari di Business Administration.[19]
- 2012 -  Premio "Mittelstands-Buch 2012" dalla Fondazione Oskar Patzelt.
- 2012 - Dottorato honoris causa dall'Akademia Leona Koźmińskiego di Varsavia.[20]
- 2013 - Prix Zerilli Marimo (insieme a Stéphan Guinchard dall'Académie des Sciences Morales et Politiques francese.[21]
- 2013 - Prix de la Fondation ManpowerGroup pour l'emploi, secondo classificato con Stéphan Guinchard, dalla Fondation ManpowerGroup insieme agli studenti dell'École des hautes études commerciales de Paris.[22]

Dal 2019, Simon è presidente onorario dell'Associazione dei campioni nascosti tedeschi. In Cina, la Hermann Simon Business School, aperta nel 2021, porta il suo nome.